# دالر جنرال
دالر جنرال (انگلیسی: Dollar General) شرکت خرده‌فروشی آمریکایی است، که در سال ۱۹۳۹ تأسیس شد.